# حیدر اسکندرپور
حیدر اسکندرپور (زادهٔ ۵ تیر ۱۳۴۸، کازرون) سیاستمدار و شهردار سابق شیراز است.

## زندگی
اسکندرپور زاده ۵ تیر ۱۳۴۸ در کازرون، فارس است.

## تحصیلات
وی دانش‌آموخته مهندسی برق و الکترونیک از دانشگاه شیراز و کارشناس ارشد مدیریت صنایع است.

## فعالیت
اسکندر پور در بیان فعالیت‌های اقدام شده در شهرداری تحت مدیریتش عنوان کرد: ۹۷ درصد از بودجه عمرانی شهرداری شیراز در سال ۹۷ صرف پروژه‌های ناتمامی شد که در شهرداری قبل برای دوره بعد از خود گذاشته بود این در حالی است که بیش از ۷۰ درصد ایستگاه‌های خط یک مترو در این دوره به بهره‌برداری رسید.

## سوابق
وی پیش از شهرداری شیراز در دولت اصلاحات فرماندار شیراز و شهرداری بوشهر و کازرون را بر عهده داشته‌است. در انتخابات ریاست جمهوری سال ۹۶ نیز حیدر اسکندرپور قائم مقام ستاد انتخاباتی حسن روحانی در استان فارس بود.
- فرماندار شیراز
- شهردار بوشهر
- شهردار کازرون
- مشاور رئیس سازمان و مدیر کل بودجه و تشکیلات سازمان ثبت احوال کشور
- مشاور رئیس سازمان و مدیر کل امور اداری سازمان ثبت احوال کشور
- ریاست بخش برق دانشگاه آزاد اسلامی واحد کازرون